# Calan Williams
Calan Williams (ur. 30 czerwca 2000 w Perth) – australijski kierowca wyścigowy. Mistrz Australijskiej Formuły 3 w 2017 roku. Obecnie kierowca Formuły 2 w zespole Trident.

## Wyniki

### Podsumowanie
| Sezon | Seria                                         | Zespół            | Starty | P1 | PP | NO | Podia | Punkty | Pozycja |
| ----- | --------------------------------------------- | ----------------- | ------ | -- | -- | -- | ----- | ------ | ------- |
| 2015  | Western Australian Formula Ford Championship  | —                 | 9      | 0  | 1  | 4  | 3     | 142    | 10      |
| 2016  | Western Australian Formula Ford Championship  | Fastlane Racing   | 21     | 5  | 6  | 8  | 12    | 363    | 2       |
| 2017  | Australijska Formuła 3                        | Glimour Racing    | 17     | 11 | 6  | 15 | 16    | 232    | 1       |
| 2017  | New South Wales Formula Race Car Championship | Glimour Racing    | 6      | 2  | 2  | 6  | 6     | 0      | NS†     |
| 2018  | Euroformula Open Championship                 | Fortec Motorsport | 12     | 0  | 0  | 0  | 0     | 25     | 11      |
| 2019  | Toyota Racing Series                          | mtec Motorsport   | 15     | 0  | 0  | 0  | 0     | 183    | 8       |
| 2019  | Euroformula Open Championship                 | Fortec Motorsport | 18     | 0  | 0  | 0  | 0     | 51     | 14      |
| 2020  | Formuła 3                                     | Jenzer Motorsport | 18     | 0  | 0  | 0  | 0     | 0      | 31      |
| 2021  | Formuła 3                                     | Jenzer Motorsport | 20     | 0  | 0  | 0  | 1     | 15     | 19      |
| 2022  | Formuła 2                                     | Trident           |        |    |    |    |       |        |         |

† – Kierowca nie był zaliczany do klasyfikacji.

### Formuła 3
| Rok  | Zespół            | Wyniki w poszczególnych eliminacjach | Wyniki w poszczególnych eliminacjach | Wyniki w poszczególnych eliminacjach | Wyniki w poszczególnych eliminacjach | Wyniki w poszczególnych eliminacjach | Wyniki w poszczególnych eliminacjach | Wyniki w poszczególnych eliminacjach | Wyniki w poszczególnych eliminacjach | Wyniki w poszczególnych eliminacjach | Wyniki w poszczególnych eliminacjach | Wyniki w poszczególnych eliminacjach | Wyniki w poszczególnych eliminacjach | Wyniki w poszczególnych eliminacjach | Wyniki w poszczególnych eliminacjach | Wyniki w poszczególnych eliminacjach | Wyniki w poszczególnych eliminacjach | Wyniki w poszczególnych eliminacjach | Wyniki w poszczególnych eliminacjach | Wyniki w poszczególnych eliminacjach | Wyniki w poszczególnych eliminacjach | Wyniki w poszczególnych eliminacjach | Punkty | Pozycja |
| ---- | ----------------- | ------------------------------------ | ------------------------------------ | ------------------------------------ | ------------------------------------ | ------------------------------------ | ------------------------------------ | ------------------------------------ | ------------------------------------ | ------------------------------------ | ------------------------------------ | ------------------------------------ | ------------------------------------ | ------------------------------------ | ------------------------------------ | ------------------------------------ | ------------------------------------ | ------------------------------------ | ------------------------------------ | ------------------------------------ | ------------------------------------ | ------------------------------------ | ------ | ------- |
| 2020 | Jenzer Motorsport | RBR                                  | RBR                                  | RBR                                  | RBR                                  | HUN                                  | HUN                                  | SIL                                  | SIL                                  | SIL                                  | SIL                                  | CAT                                  | CAT                                  | SPA                                  | SPA                                  | MNZ                                  | MNZ                                  | MUG                                  | MUG                                  |                                      |                                      |                                      | 0      | 31      |
| 2020 | Jenzer Motorsport | 21                                   | 17                                   | 25                                   | 23                                   | NU                                   | 15                                   | 14                                   | 14                                   | NU                                   | NU                                   | 25                                   | 14                                   | 16                                   | 25                                   | 25                                   | 18                                   | 19                                   | 21                                   |                                      |                                      |                                      | 0      | 31      |
| 2021 | Jenzer Motorsport | CAT                                  | CAT                                  | CAT                                  | LEC                                  | LEC                                  | LEC                                  | RBR                                  | RBR                                  | RBR                                  | HUN                                  | HUN                                  | HUN                                  | SPA                                  | SPA                                  | SPA                                  | ZAN                                  | ZAN                                  | ZAN                                  | SOC                                  | SOC                                  | SOC                                  | 15     | 19      |
| 2021 | Jenzer Motorsport | 18                                   | 11                                   | 21                                   | 3                                    | 8                                    | 12                                   | 16                                   | 15                                   | 9                                    | 17                                   | 24                                   | 17                                   | 24                                   | NU                                   | 18                                   | 16                                   | 22                                   | 18                                   | 19                                   | OD                                   | 12                                   | 15     | 19      |